# Pantoporia tarpa
Pantoporia tarpa är en fjärilsart som beskrevs av Otto Staudinger 1889. Pantoporia tarpa ingår i släktet Pantoporia och familjen praktfjärilar. Inga underarter finns listade i Catalogue of Life.